# Rickey Henderson
Rickey Nelson Henley (* 25. Dezember 1958 in Chicago, Illinois; † 20. Dezember 2024), beruflich besser bekannt als Rickey Henderson, war ein US-amerikanischer Baseballspieler der Oakland Athletics, New York Yankees, Toronto Blue Jays, San Diego Padres, Anaheim Angels, New York Mets, Seattle Mariners, Boston Red Sox und Los Angeles Dodgers im Major League Baseball (MLB). Henderson gewann 1989 mit den Athletics und 1993 mit den Blue Jays die World Series, war zehnmaliger All-Star, gewann einen Gold Glove und ist mit 1.406 gestohlenen Bases und 2.295 Runs der ewige MLB-Rekordhalter in diesen Kategorien. 2009 wurde er in die Baseball Hall of Fame aufgenommen.

## Karriere
In seiner Jugend war Henderson ein begabter Sportler, der sowohl in Baseball als auch im American Football herausragte. Nachdem er 1979 von den Oakland Athletics verpflichtet wurde, etablierte er sich als einer der besten Allrounder der Liga. Bereits in seiner zweiten Saison erreichte er einen Schlagdurchschnitt von .303, erzielte 111 Runs und stahl 100 Bases, womit er nach Maury Wills und Lou Brock erst der dritte MLB-Spieler wurde, dem dies gelang. Henderson landete in der Wahl zum Most Valuable Player auf Platz 10. In der um ein Drittel gekürzten Folgesaison 1981 erzielte er .313/89R/56SB, womit er Zweiter der MVP-Wahl wurde. 1982 stahl er sogar 134 Bases, was ewiger MLB-Rekord ist. Mit dem Team war Henderson aber nicht so erfolgreich: mit Home-Run-Spezialist Tony Armas erreichte er regelmäßig die Playoffs, aber Oakland scheiterte meist früh.
Bei den Yankees (ab 1985) wurde Henderson der erste Spieler, der in derselben Saison 20 Home Runs und 80 gestohlene Bases schaffte. Trotz Kritik an seiner scheinbar larifarihaften Spielweise stahl er 395 Bases und ist bis heute Yankees-Rekordhalter in dieser Statistik. 1989 kehrte er zu den Athletics zurück. Gemeinsam mit den Home-Run-Spezialisten Mark McGwire und José Canseco gewann er im selben Jahr die World Series. In der Finalserie selbst schlug Henderson .474, einen Home Run und einen Triple. Ein Jahr später wurde Henderson (.325/138R/28HR/65SB) zum Wertvollsten Spieler der American League gewählt. Er brach den ewigen Steal-Rekord von Lou Brock, schied mit den Athletics aber in den Playoffs aus.
1993 wurde der 35-jährige Henderson zu den Blue Jays transferiert. Als Veteran wurde er Teil jener Toronto-Mannschaft, die mit den Stars Paul Molitor, Roberto Alomar und John Olerud die World Series gewannen. Im Herbst seiner Karriere spielte Henderson noch für diverse Klubs und beendete seine lange Karriere, als er 44 Jahre alt war. Er war später First Base-Coach bei den Mets.

## Spielweise
Henderson galt als einer der gefürchtetsten Allrounder seiner Zeit. Er gilt als einer der besten Leadoff Hitter der MLB-Geschichte, da er in jenen Kategorien, die der 1. Schlagmann („Leadoff“) seines Teams beherrschen muss (On-Base Percentage, Steals, Runs, Base on Balls) überragte. Er galt als zuverlässiger Schlagmann, der einen Batting Average von über .300 schlug, 110 und mehr Runs und ein Dutzend Home Runs erzielte. Seine 2.209 runs scored sind ewiger MLB-Rekord. Mit 1.406 gestohlenen Bases ist Henderson mit Abstand der erfolgreichste „Dieb“ der MLB-Historie (Lou Brock, der zweitbeste, hat 938). Henderson konnte gegnerische Pitcher so gut „lesen“, dass er meist wusste, ob sie den Ball zum Catcher oder zur Base werfen würden. Zudem konnte er in nur 2,9 Sekunden von einer Base zur nächsten rennen. Weil man in der Regel dreieinhalb Sekunden braucht, damit der Pitcher den Ball zum Catcher, und der Catcher ihn wiederum zur Base wirft, war Henderson fast unmöglich zu schnappen. In der Defensive gewann er einen Gold Glove als bester Outfielder.

## Privatleben
Henderson wurde als Rickey Nelson Henley geboren, aber als sich seine Mutter scheiden ließ und wieder heiratete, nahmen sie den Namen des neuen Ehemannes an. Henderson war mit Pamela verheiratet und hatte mit ihr die Kinder Angela, Alexis und Adrian. Während seiner Karriere besaß Henderson die Marotte, von sich in der dritten Person als „Rickey“ zu reden.
Rickey Henderson starb an den Folgen einer Lungenentzündung wenige Tage vor seinem 66. Geburtstag.